# Маэлсехнайлл мак Маэл Руанайд
Ма́элсехнайлл мак Ма́эл Руанайд (Маэл Сехнайлл мак Маэл Руанайд; ирл. Máelsechnaill mac Máele Ruanaid, Máel Sechnaill mac Máele Ruanaid; умер 27 или 30 ноября 862) — король Миде (843/845—862) и верховный король Ирландии (846—862). Первый из монархов Ирландии, подчинивший своей верховной власти все королевства острова, и один из немногих, удостоившихся у своих современников титула «король всей Ирландии».

## Биография

### Ранние годы
Маэлсехнайлл был сыном главы Кланн Холмайн и короля Миде Маэл Руанайда мак Доннхады и Арок, дочери Катала мак Фиахраха из Северной Бреги (Наута). Первое упоминание о Маэлсехнайлле в современных ему исторических источниках относится к 839 году, когда ирландские анналы засвидетельствовали осуществлённое им убийство эконома аббатства Дарроу Круннмаэля мак Фианнамайла.
Правление отца Маэлсехнайлла пришлось на очень трудное для Миде время, когда королевство неоднократно подвергалось нападениям врагов. Из них наиболее опасными были викинги и король Мунстера Федлимид мак Кримтайнн. Маэл Руанайд не сумел оказать достойного отпора этим вторжениям, что вызвало сильное недовольство его правлением как среди септов, подчинённых королю Миде, так и среди представителей самой правящей династии. В 841 году это привело к мятежу против власти Маэл Руанайда его собственного племянника Диармайта мак Конхобайра. По свидетельству «Анналов Ульстера», Диармайту даже удалось заставить короля Миде отречься от престола, однако в тот же день глава мятежников был убит Маэлсехнайллом. В этом же году правитель Мунстера в битве при Маг Охтайре потерпел серьёзное поражение от верховного короля Ирландии Ниалла Калле и это положило конец вторжениям Федлимида в соседние с его владениями королевства.

### Король Миде
Король Маэл Руанайд мак Доннхада скончался в 843 году. О том, кто стал его преемником в Кланн Холмайн и Миде, источники сообщают противоречивые сведения. Часть анналов называют им Маэлсехнайлла, однако составленное в XII веке сочинение «Пророчество Берхана» сообщает, что новым королём Миде стал его брат Фланн. На основании этих данных историки считают, что после смерти Маэл Руанайда в Кланн Холмайн началась борьба за власть, завершившаяся только в 845 году, когда Маэлсехнайллу удалось разбить в сражении войско Фланна и его союзника Доннхада мак Фалломайна. Фланн пал на поле боя и это позволило Маэлсехнайллу сосредоточить в своих руках всю власть над Кланн Холмайн и королевством Миде.
В отличие от своего отца, с самого начала правления Маэлсехнайлл мак Маэл Руанайд вступил в борьбу с викингами, базы которых в Дублине и Линд Дуахайлле (современный Аннагассан) находились на территории его владений. Уже в 845 году королю Миде удалось пленить самого известного из вождей норманнов того времени, Тургейса, и утопить его в озере Лох-Оуэл. Ирландские анналы очень лаконично описывают это событие. Британский историк XII века Гиральд Камбрийский сообщал в своём труде «Топография Ирландии» дополнительные подробности, но современные историки считают его сведения малодостоверными. Согласно Гиральду, Тургейс полюбил дочь Маэлсехнайлла. Воспользовавшись этим, король ирландцев пообещал королю норманнов отдать дочь в жёны и назначил местом встречи жениха и невесты один из озёрных островков. Однако когда Тургейс прибыл на остров с немногочисленной свитой, на него напали несколько молодых ирландских воинов, переодетых в женские платья. Вождь викингов был убит, а его тело сброшено в озеро. Это убийство на некоторое время снизило активность нападений норманнов на земли Ирландии.

### Верховный король Ирландии

#### Начало правления

Ирландия в середине IX — начале XI века

В 846 году погиб верховный король Ирландии Ниалл Калле и Маэлсехнайлл мак Маэл Руанайд унаследовал после него титул «король Тары».
В первый же год своего правления Маэлсехнайлл совместно с королём Лейнстера Руарком мак Брайном совершил поход против одного из подчинённых ему правителей, короля Южной Бреги (Лагора) Тигернаха мак Фокартая, но потерпел поражение и потерял при отступлении многих воинов. Осуществлённый в 847 году верховным королём поход против разбойников из числа луигни и Гайленга, которые, подражая викингам, жили грабежом окрестных земель, был намного более успешным: Маэлсехнайлл разрушил построенный ими военный лагерь на озере Лох-Рамор и полностью прекратил их бесчинства.

#### Победы над викингами
848 год ознаменовался четырьмя крупными победами, одержанными различными ирландскими правителями над викингами. Среди победителей норманнов был и Маэлсехнайлл, который в сражении при Фарраге (около современного Скрина) уничтожил 700 вражеских воинов. Эти события стали поводом для отправления посольства ко двору правителя Западно-Франкского государства Карла II Лысого. По сообщению «Бертинских анналов», послы сообщили королю об одержанных ирландцами победах и просили предоставить им возможность отправиться с паломничеством в Рим. Вероятно, в составе посольства был и Седулий Скотт, оставшийся жить во Франкии и ставший одним из видных деятелей Каролингского возрождения. Предполагается, что отправителем посольства мог быть или Маэлсехнайлл мак Маэл Руанайд, или король Мунстера Олхобар мак Кинаэда, также разгромивший в этом году войско викингов, или это было общее посольство всех ирландских правителей.
В 849 году в Ирландию приплыл большой флот викингов из 140 кораблей. Целью новоприбывших, которых ирландские анналы называли «чёрные чужеземцы», и которые, вероятно, были данами, было установление власти над уже жившими на острове «белыми чужеземцами»-норвежцами. Между викингами произошло несколько сражений, не давших преимущества ни одной из сторон. Король Маэлсехнайлл мак Маэл Руанайд воспользовался этим междоусобием, заключил союз со своим недавним противником, Тигернахом мак Фокартаем из Лагора, и вместе с ним захватил и разграбил Дублин, а затем осадил Круфайт на реке Бойн.

#### Война с Кинаэдом мак Конайнгом
Заключение союза с королём Лагора привело Маэлсехнайлла к конфликту с подчинённым ему королём Северной Бреги (Наута) Кинаэдом мак Конайнгом. Этот правитель уже несколько лет безуспешно боролся с Тигернахом мак Фокартаем за титул короля всей Бреги. Недовольный тем, что верховный король отдал предпочтение его сопернику, Кинаэд в 850 году поднял мятеж, заключил союз с викингами и напал на владения Маэлсехнайлла и Тигернаха. Он разорил земли Миде от реки Шаннон до морского побережья, затем захватил и сравнял с землёй королевскую резиденцию правителя Лагора, а в селении Тревет сжёг ораторий вместе со всеми укрывшимися там людьми. «Анналы Ульстера» сообщают о семидесяти погибших, однако «Хроника скоттов» свидетельствует, что в Тревете по приказу Кинаэда были заживо сожжены двести семьдесят человек, и ещё шестьдесят погибли при пожаре в церкви Нуарраха.
Отомстить мятежнику верховный король смог только в следующем году. По свидетельству «Фрагментарных анналов Ирландии», Маэлсехнайлл и Тигернах пригласили Кинаэда на переговоры, якобы, для примирения и заключения с ним союза против викингов. Получив гарантии своей безопасности от представителей духовенства, в 851 году король Наута прибыл к месту встречи. Однако здесь он был схвачен и по повелению верховного короля, несмотря на заступничество ирландской знати и аббата Армы, утоплен в «грязном ручье». Кинаэд мак Конайнг стал первым ирландским правителем, казнённым путём заимствованного Маэлсехнайллом у викингов утопления. Несмотря на деяния Кинаэда, приведшие к его гибели, ирландские анналы более осуждают Маэлсехнайлла, обвиняя верховного короля в игнорировании заступничества за казнённого ирландского духовенства.

#### Новые походы викингов
В 851 году к берегам Ирландии на 160 судах прибыло новое войско «чёрных чужеземцев». Его предводителями ирландские анналы называют Анлава и Ивара. Первого из них современные историки иногда идентифицируют с Олавом Белым, ещё одним конунгом данов, который в исландских сагах упоминается как король Дублина, второго — с Иваром Бескостным. В отличие от своих предшественников, приплывших в 849 году, им удалось в следующие три года нанести несколько крупных поражений викингам-норвежцам и установить свою власть над большей частью норманнских лонгфортов. По свидетельству различных исторических источников, в 853 году Олав Белый смог утвердиться в Дублине, а Анлав взять дань с ирландцев, в том числе, вероятно, и с верховного короля Маэлсехнайлла мак Маэл Руанайда.

#### Установление власти над ирландскими королевствами

##### Подчинение Ульстера
Несмотря на активизацию действий викингов в Ирландии в 850-х годах, основная деятельность Маэлсехнайлла мак Маэл Руанайда в этот период была направлена на подчинение своей верховной власти правителей других королевств острова. К 850 году авторитет Маэлсехнайлла как верховного короля Ирландии безоговорочно признавали только короли Коннахта и Лейнстера. Его влияние в последнем из этих королевств было столь велико, что к концу его жизни сан управлявших многие годы всем Лейнстером представителей династии Уи Дунлайнге был низведён до уровня правителей местных септов.
В 851 году в аббатстве Арма состоялась встреча Маэлсехнайлла с королём Ульстера Матуданом мак Муйредайгом и представителями коннахтской знати. На этом собрании также присутствовали и представители духовенства обои королевств, включая аббата-епископа Армы Диармайта уа Тигернайна и аббата Клонарда Суайрлеха. Здесь король Матудан объявил о признании над собой власти верховного короля. Собрание в Арме стало очередной демонстрацией Маэлсехнайллом силы своей власти как короля Тары.
В 852 году Маэлсехнайлл снова выступил с войском против викингов и нанёс им поражение в бою.

##### Подчинение Мунстера
Затем главной целью Маэлсехнайлла мак Маэл Руанайда стал Мунстер, находившийся в кризисе после смерти в 847 году короля Федлимида мак Кримтайнна. Сюда верховный король Ирландии совершил три похода.
По сообщению «Анналов Ульстера», в 854 году Маэлсехнайлл дошёл с войском до Типперэри и взял заложников, а по свидетельству «Фрагментарных анналов Ирландии» — по повелению верховного короля против мунстерцев выступил и его шурин Кербалл мак Дунлайнге, подчинённый королю Мунстера правитель Осрайге. Во время похода 856 года Маэлсехнайлл ограничился взятием заложников.
Описывая события 856 года, анналы сообщают, что в этом году была «большая война язычников [то есть викингов] и Маэлсехнайлла». Союзниками верховного короля «Анналы Ульстера» называют норвежцо-гэлов, потомков от смешанных браков викингов и ирландцев. Это первое в ирландской истории упоминание этого сообщества. Анналы очень кратко описывают обстоятельства этого конфликта. Известно только, что в 856 году викинги сожгли две церкви во владениях Маэлсехнайлла, а затем в течение этого и следующего года одержали на землях Мунстера несколько побед над союзными верховному королю норвежцо-гэлам. Вероятно, в 858 году эти союзники Маэлсехнайлла мак Маэл Руанайда потерпели окончательное поражение, так как с этого времени сообщения о них пропадают из источников.
В 858 году король Осрайге Кербалл мак Дунлайнге по неизвестной причине поднял мятеж против Маэлсехнайлла мак Маэл Руанайда. Объединившись с предводителем викингов Иваром, он разграбил земли подчинённого королю Миде септа Кенел Фиахах и владения норвежцо-гэлов, а также предъявил притязания на земли союзного верховному королю Лейнстера. В ответ Маэлсехнайлл совершил поход в Мунстер с войском «людей Ирландии», которое составляли воины не только из Миде, но и из других королевств острова. Простояв десять дней лагерем на берегу реки Блэкуотер, верховный король нанёс при Карн Лугдахе тяжелое поражение войску правителей мунстерских септов, а затем разграбил земли десси до самого моря, став первым из королей-Уи Нейллов, достигших южного побережья Ирландии. Завершая поход, Маэлсехнайлл мак Маэл Руанайд первым из верховных королей Ирландии взял заложников от Мунстера, и не только от здешнего короля Маэл Гуале, но и от всех септов этого королевства. Этот акт знаменовал собой подчинение Мунстера верховной власти короля Маэлсехнайлла.
Из подданных короля Мунстера сопротивление Маэлсехнайллу мак Маэл Руанайду продолжил оказывать только Кербалл мак Дунлайнге. В 859 году король Осрайге заключил новый союз с предводителями викингами Анлавом и Иваром, хотя те ранее дали верховному королю Ирландии заложников и поклялись соблюдать с ним мир. Собрав большое войско, Кербалл вторгся в земли Миде, дошёл с войском до самой Армы и три месяца беспрепятственно разорял владения Маэлсехнайлла.
Несмотря на это нападение, Маэлсехнайлл мак Маэл Руанайд в этом же году созвал в селении Рахью (др.‑ирл. Rahugh; на границе современных графств Уэстмит и Оффали) королевское собрание. На нём присутствовало множество представителей светской и церковной знати Ирландии. Здесь при поддержке духовенства Маэлсехнайлл добился от короля Маэл Гуале согласия на отторжение от его мунстерских владений Осрайге. Хотя формально отделённые земли перешли под контроль правителей Лейнстера, в действительности они оказались в сфере влияния короля Маэлсехнайлла. Подобное решение, соответствовавшее интересам претендовавшего на власть над Лейнстером короля Кербалла мак Дунлайнге, привело к заключению мира между правителем Осрайге и верховным королём. Возможно, здесь же было заключено соглашение о женитьбе Кербалла на дочери Маэлсехнайлла Айлби. Все последующие годы король Осрайге был верным союзником верховного короля. Королевское собрание в Рахью было временем наибольшего влияния Маэлсехнайлла мак Маэл Руанайда на дела в Ирландии и апогеем его правления.

#### Последние годы
Однако уже в 860 году Маэлсехнайлл мак Маэл Руанайд столкнулся с новым опасным противником — королём Айлеха из рода Кенел Эогайн Аэдом Финдлиатом. Ирландские анналы называют зачинщиком мятежа против верховного короля союзника Аэда, правителя Северной Бреги (Наута) Фланна мак Конайнга, таким образом мстившего Маэлсехнайллу за казнь в 851 году своего брата Кинаэда. В ответ верховный король собрал большое войско не только из воинов Миде, но и из лейнстерцев, коннахтцев и мунстерцев, выступил вместе с Кербаллом мак Дунлайнге к Арме и нанёс поражение мятежникам, когда Аэд и Фланн совершили ночное нападение на его лагерь. Несмотря на победу, Маэлсехнайллу не удалось сломить сопротивление Аэда Финдлиата, который в 861 году заключил союз с дублинскими викингами и с их помощью разграбил Миде. Анналы сообщают о том, что в этом же году Маэлсехнайллу и Кербаллу удалось разбить дублинских норманнов при Драмомью (ирл. Drumomuy), но что уже в 862 году Аэд, викинги и Фланн мак Конайнг снова совершили совместный набег на Миде. Конец конфликту между правителями Миде и Айлеха положила только смерть верховного короля Ирландии.
Маэлсехнайлл мак Маэл Руанайд скончался 27 или 30 ноября 862 года. «Фрагментарные анналы Ирландии» сообщают, что верховный король был убит, но не приводят об обстоятельствах этого события никаких подробностей. Власть в Миде и Кланн Холмайн после смерти Маэлсехнайлла была разделена между Лорканом мак Катайлом и соправителем того Конхобаром мак Доннхадой, а титул верховного короля Ирландии перешёл к правителю Айлеха Аэду Финдлиату.

### Семья
Маэлсехнайлл мак Маэл Руанайд был дважды женат.
Имя первой супруги Маэлсехнайлла неизвестно. Ребёнком от этого брака была дочь Айлбе. По свидетельству трактата XII века «Banshenchas» («О известных женщинах»), она была супругой короля Коннахта Конхобара мак Тайдг Мора и короля Осрайге Кербалла мак Дунлайнге. Этот же источник называет детьми Айлбе королей Тадга мак Конхобайра и Диармайта мак Кербайлла.
Второй женой Маэлсехнайлла была Ланд (умерла в 890), дочь короля Осрайге Дунлайнга мак Фергайле. Их детьми были три сына и две дочери:
- Фланн Синна (около 847/848—25 мая 916) — король Миде (877—916) и верховный король Ирландии (879—916)
- Энгус (умер 7 февраля 915)[К 5]
- неизвестный по имени сын
- Лигах (умерла в 923) — вероятно, жена неназываемого в исторических источниках по имени короля Бреги
- Муйргел (умерла в 928).

### Итоги правления

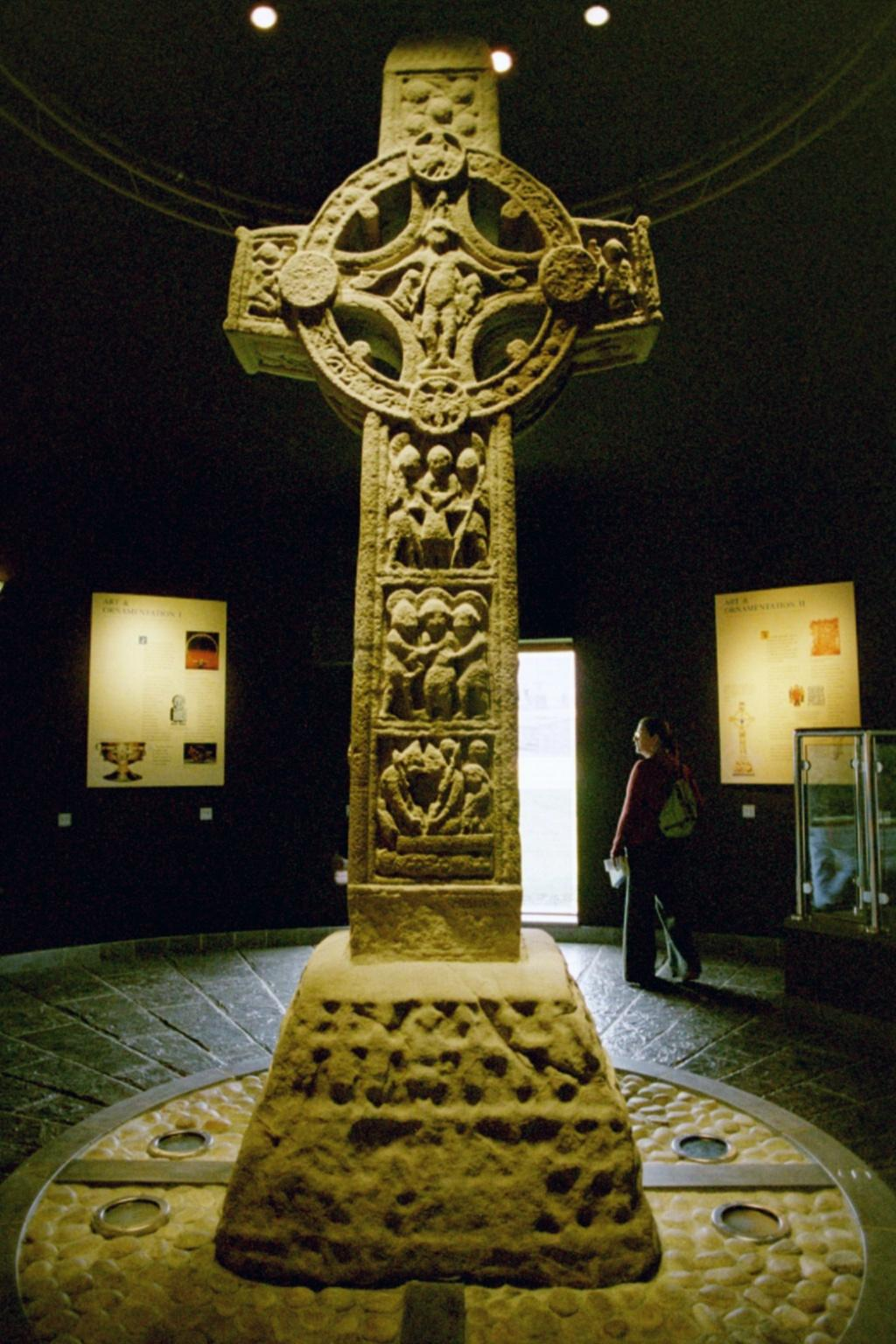
Крест Фланна Синны, посвящённый им Маэлсехнайллу.
Музей в Клонмакнойсе

Сообщая о кончине Маэлсехнайлла мак Маэл Руанайда, «Анналы Ульстера» называют его «королём всей Ирландии» (др.‑ирл. rí nÉrenn), тем самым выделяя из числа прочих верховных королей, удостоившихся только титулования «короли Тары». Из всех монархов острова анналы лишь о двенадцати говорят как о «королях Ирландии». О том, что Маэлсехнайлл наделялся подобным титулом уже вскоре после своей смерти, свидетельствуют надписи на нескольких сохранившихся до наших дней кельтских крестах. Из них один был установлен в Осрайге во время правления короля Кербалла мак Дунлайнге, другой поставил в Киннитти сын Маэлсехнайлла Фланн Синна. Эти факт свидетельствует о той большой роли, которую, по мнению ирландцев, Маэлсехнайлл сыграл в истории острова.
Анналы акцентируют своё внимание на двух направлениях деятельности Маэлсехнайлла мак Маэл Руанайда. Те, которые были созданы уже через значительное время после правления этого монарха, уделяют наибольшее внимание его успешной борьбе с викингами. Однако более близкие по времени к Маэллсехнайллу исторические источники больше превозносят его за усилия, приложенные им для установления верховной власти королей Тары над всеми ирландскими королевствами. Описывая его правление, анналы отмечают, что он был первым верховным королём, взявшим дань и заложников со всех королевств острова, и первым ирландских монархом, сумевшим собрать для похода настолько огромное войско. Подчинение Маэлсехнайллом мак Маэл Руанайдом большинства правителей острова позволяет историкам считать его подлинным основателем института верховного короля Ирландии, наделённого не только церемониальными функциями, но и реальной властью. Вероятно, консолидации власти в руках Маэлсехнайлла значительно способствовала угроза со стороны викингов, заставившая ирландских правителей координировать свои усилия в борьбе с ними.
Однако достижения Маэлсехнайлла мак Маэл Руанайда оказались очень недолговечными. Уже его преемник на престоле Тары, Аэд Финдлиат, утратил контроль над правителями крупнейших ирландских королевств — Ульстера, Мунстера, Осрайге, Коннахта и Лейнстера. В полной мере восстановить власть верховных королей Ирландии удалось только представителям династии О’Брайен, правившим более чем через столетие после смерти Маэлсехнайлла.

## Комментарии
1. ↑  В трудах историков, работавших до начала XX века, в отношении Маэлсехнайлла мак Маэл Руанайда использовалась также англоязычная форма его имени — Малахия (англ. Malachy). На основании списков верховных королей его считали первым монархом Ирландии, носившим это имя (Малахия I). Сейчас подобное титулование считается устаревшим.
2. ↑  В том числе, аббаты Фетгно мак Нехтайн из Армы и Суайрлех инд Эйднен мак Киарайн из Клонарда
3. ↑  Разночтения в дате смерти Маэлсехнайлла мак Маэл Руанайда обусловлены ошибкой, содержавшейся в ирландских анналах. Согласно их сообщениям, верховный король Ирландии скончался «…в среду, 30 ноября…». Однако в 862 году 30 ноября было субботой. На основании этого ряд историков считает, что анналы правильно называют день недели, когда умер Маэлсехнайлл, и датирует его смерть 27 ноября. Те же, кто считает, что ошибочно указан именно день недели, называют датой кончины 30 ноября.
4. ↑  Также как и для Маэлсехнайлла мак Маэл Руанайда для Ланд это был уже второй брак. Первым её супругом был правитель лейнстерского суб-королевства Лойгис Гаетин, от которого Ланд имела сына Кеннетига. После смерти Маэлсехнайлла она стала супругой нового верховного короля Ирландии Аэда Финдлиата[2].
5. ↑  «Анналы Ульстера» и «Анналы четырёх мастеров» называют Энгуса внуком Маэлсехнайлла мак Маэл Руанайда. Однако они, вероятно, ошибаются, идентифицируя этого Энгуса с одноимённым сыном Фланна Синны, погибшим в 911 году[2].
6. ↑  Предшествовавшим Маэлсехнайллу мак Маэл Руанайду ирландским монархом с таким титулом был Лоингсех мак Энгуссо (погиб в 703), следующим — Ниалл Глундуб (погиб в 919).